# 1029年
| 千纪： | 2千纪 |
| 世纪： | 10世纪 \| 11世纪 \| 12世纪                                                                                 |
| 年代： | 990年代 \| 1000年代 \| 1010年代 \| 1020年代 \| 1030年代 \| 1040年代 \| 1050年代                            |
| 年份： | 1024年 \| 1025年 \| 1026年 \| 1027年 \| 1028年 \| 1029年 \| 1030年 \| 1031年 \| 1032年 \| 1033年 \| 1034年 |
| 纪年： | 己巳年（蛇年）；契丹太平九年；北宋天圣七年；大理正治三年；兴辽天慶元年；越南天成二年；日本長元二年         |

## 大事记
- 中国
  - 契丹東京（遼寧遼陽）故渤海國地，契丹為政苛虐，民不堪命，舍利軍詳隱（官名）大延琳起兵叛。大延琳称帝，建立兴辽。

## 出生
- 刘彝，宋朝官员
- 呂大鈞，宋朝官员
- 张唐英，宋朝官员
- 毕渐，宋朝官员
- 王中正，北宋宦官。
- 穆斯坦绥尔，埃及法蒂玛王朝第8代哈里发。
- 阿爾普·阿爾斯蘭，塞爾柱帝國第二任蘇丹

## 逝世
- 加西亚·桑切斯，卡斯蒂利亚伯爵
- 曹利用，宋朝官员
- 鲁宗道，宋朝官员
- 獻哀王后，高丽穆宗的母亲